# قاسم مهرزاد صدقیانی
قاسم مهرزاد صدقیانی (زادهٔ ۱۳۲۳ در صدقیان) نمایندهٔ حوزهٔ انتخابیهٔ سلماس در دورهٔ پنجم مجلس شورای اسلامی بوده‌است. وی پیش‌تر در دوره دوم و دورهٔ سوم نیز عضو این مجلس بود.